# Jorge David Bolaños Villacorte
Jorge David Bolaños Villacorte, destacado deportista ecuatoriano de la especialidad de Patinaje que fue campeón mundial en Kaohsiung 2015, también campeón suramericano en Medellín 2010.

## Trayectoria
La trayectoria deportiva de Jorge David Bolaños Villacorte se identifica por su participación en los siguientes eventos nacionales e internacionales:

### Campeonatos Mundiales
Guarne 2010
- , Medalla de plata: Roller Sports Speed Road Marathon Men

Kaohsiung 2015
- , Medalla de oro: Roller Sports Speed Road 10000m Points Men
- , Medalla de bronce: Roller Sports Speed 15000m Elimination Men

### Juegos Suramericanos
Fue reconocido su triunfo de ser el tercer deportista con el mayor número de medallas de la selección de  Ecuador en los juegos de Medellín 2010.

#### Juegos Suramericanos de Medellín 2010
Su desempeño en la novena edición de los juegos, se identificó por obtener un total de 4 medallas:

- , Medalla de plata: Roller Sports Speed Road Marathon Men
- , Medalla de bronce: Patinaje de Velocidad Punto Ruta 10.000m Hombres
- , Medalla de bronce: Patinaje de Velocidad Punto Carril + Eliminación 10.000m Hombres
- , Medalla de bronce: Patinaje de Velocidad Relevo Ruta 5000 m Hombres